# Alcis
Alcis är ett släkte av fjärilar som beskrevs av Curtis 1826. Alcis ingår i familjen mätare.

## Bildgalleri

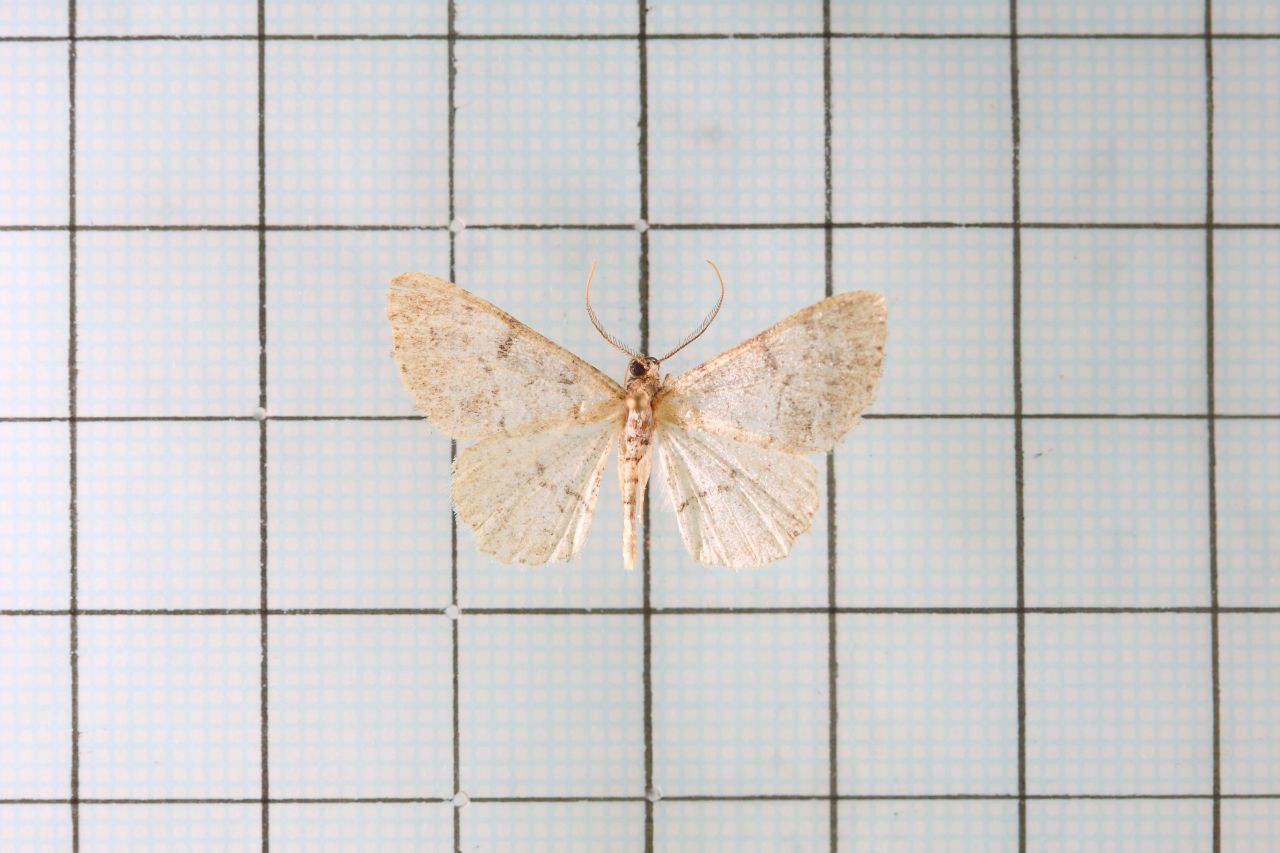
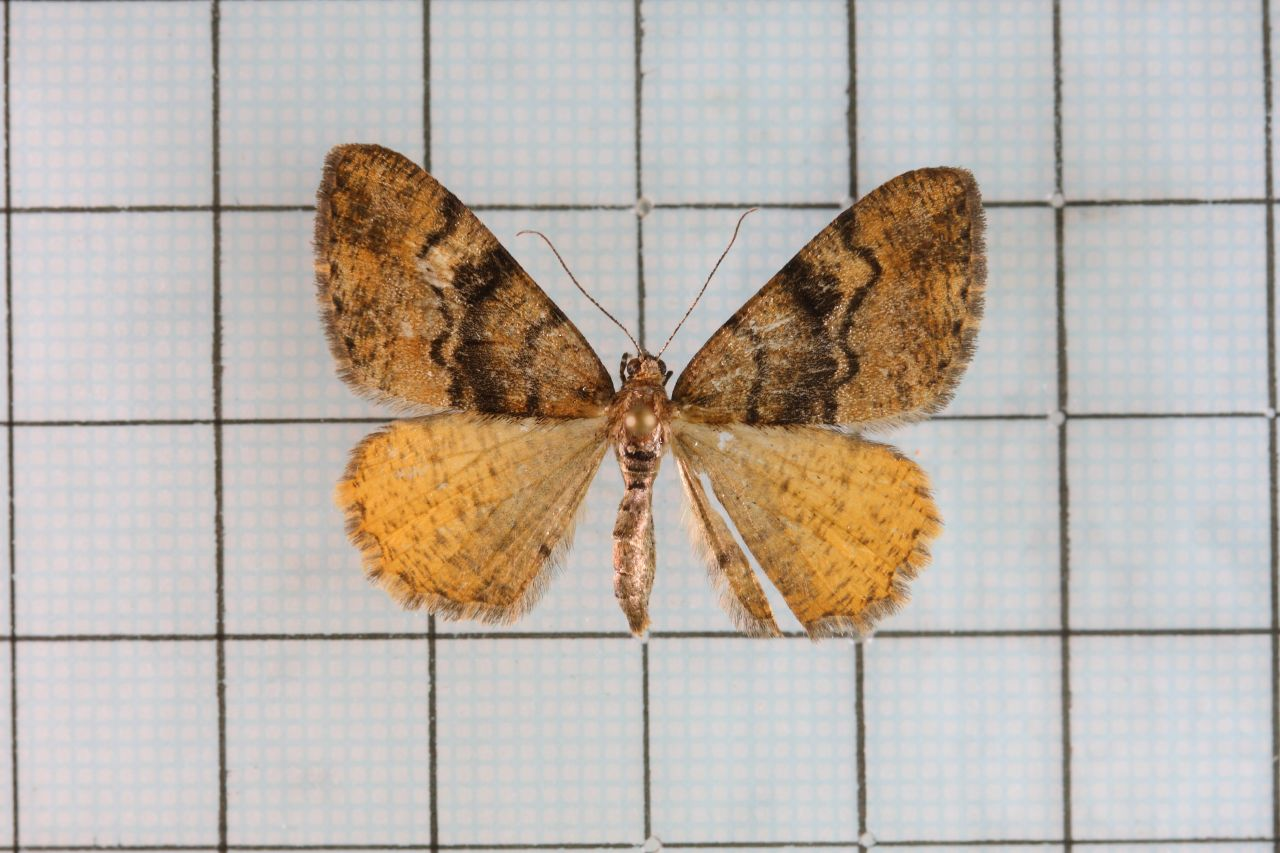
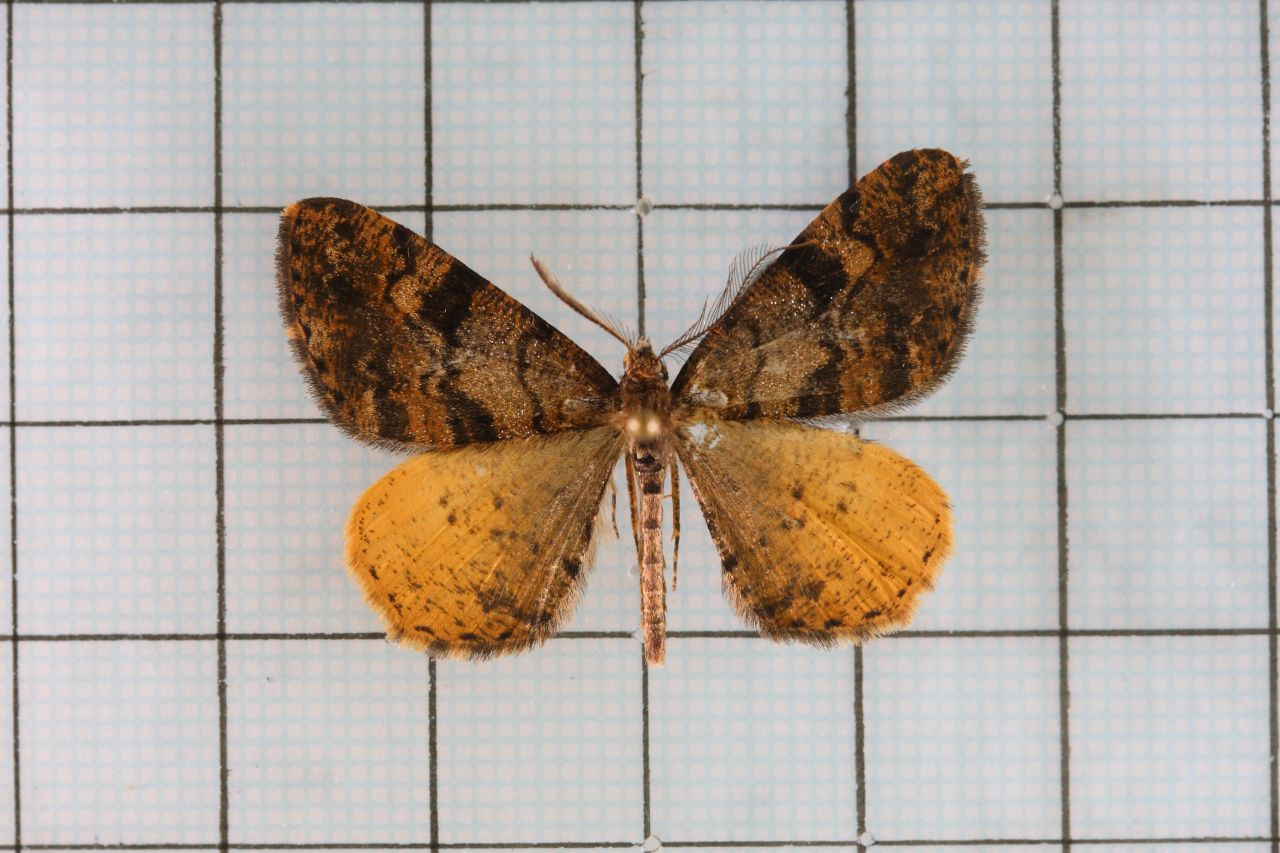

## Dottertaxa tillAlcis, i alfabetisk ordning[1][2]
- Alcis aagostigma
- Alcis admissaria
- Alcis aeglophanes
- Alcis albifera
- Alcis albigrisea
- Alcis albilinea
- Alcis amabilis
- Alcis amictozona
- Alcis amoenaria
- Alcis amydrina
- Alcis andaraba
- Alcis angulifera
- Alcis arisema
- Alcis arizana
- Alcis astragali
- Alcis athola
- Alcis atrostipata
- Alcis atschana
- Alcis attracta
- Alcis basinotata
- Alcis bastelbergeri
- Alcis bilineata
- Alcis bistortae
- Alcis bistrigata
- Alcis brevifasciata
- Alcis brevipennis
- Alcis brunneata
- Alcis catachrysa
- Alcis catocirra
- Alcis caucasica
- Alcis cinerea
- Alcis cioccolatina
- Alcis circumplexa
- Alcis clavior
- Alcis coarctata
- Alcis cockaynei
- Alcis colorifera
- Alcis columbinaria
- Alcis concinna
- Alcis coniozona
- Alcis consobrinaria
- Alcis consors
- Alcis contrasta
- Alcis convariata
- Alcis conversaria
- Alcis conversariodes
- Alcis cosmeta
- Alcis dasimaria
- Alcis dealbata
- Alcis deceptrix
- Alcis decolor
- Alcis decoloraria
- Alcis decussata
- Alcis defasciata
- Alcis depravaria
- Alcis depravata
- Alcis derivata
- Alcis destrigaria
- Alcis deversata
- Alcis diffluens
- Alcis dilatata
- Alcis diodontota
- Alcis diprosopa
- Alcis divisa
- Alcis divisaria
- Alcis dorcadina
- Alcis dsagaria
- Alcis ectogramma
- Alcis euphiles
- Alcis euphiloides
- Alcis eupithicoides
- Alcis eurydiscaria
- Alcis euryzona
- Alcis eutethis
- Alcis evae
- Alcis extinctaria
- Alcis exustaria
- Alcis fasciata
- Alcis faustinata
- Alcis ferruginaria
- Alcis filaria
- Alcis fortior
- Alcis francki
- Alcis fredi
- Alcis fulvipicta
- Alcis fumosae
- Alcis fusca
- Alcis fuscomarginata
- Alcis gavisa
- Alcis glabraria
- Alcis gomphica
- Alcis granitaria
- Alcis hasegawai
- Alcis hemiglaucaria
- Alcis hemiphanes
- Alcis holophaearia
- Alcis honensis
- Alcis huamani
- Alcis hyberniata
- Alcis hypopoecila
- Alcis imbecilis
- Alcis indicataria
- Alcis irrita
- Alcis irrufata
- Alcis iterata
- Alcis joukli
- Alcis jubata
- Alcis juvenca
- Alcis kaibatonis
- Alcis karafutonis
- Alcis klapperichi
- Alcis korearmia
- Alcis kukunorensis
- Alcis latifasciata
- Alcis lectonia
- Alcis leechi
- Alcis leucophaea
- Alcis leucosis
- Alcis lidjangica
- Alcis limitropha
- Alcis lobbichleri
- Alcis longiramaria
- Alcis macularia
- Alcis maculata
- Alcis maculatoides
- Alcis maeoticaria
- Alcis maestosa
- Alcis marginata
- Alcis mavi
- Alcis medialbifera
- Alcis megaspilaria
- Alcis melangraphes
- Alcis melanonota
- Alcis mendeli
- Alcis mesorthina
- Alcis miyashitai
- Alcis moesta
- Alcis monticola
- Alcis moupinaria
- Alcis muraria
- Alcis nebulosa
- Alcis nepalensis
- Alcis nigra
- Alcis nigralbata
- Alcis nigricata
- Alcis nigridorsaria
- Alcis nigrifasciata
- Alcis nigriscripta
- Alcis nigrocinctata
- Alcis nigrofasciaria
- Alcis nigrofusa
- Alcis nigroirrorata
- Alcis nigrolineata
- Alcis nigronotata
- Alcis nigropallida
- Alcis nilgirica
- Alcis nobilis
- Alcis nubeculosa
- Alcis nudipennis
- Alcis nuristana
- Alcis obruta
- Alcis obscura
- Alcis obsoletaria
- Alcis obtusiphaea
- Alcis ocellata
- Alcis ocellea
- Alcis ochrolaria
- Alcis ochronigra
- Alcis opisagna
- Alcis opiseura
- Alcis orbifer
- Alcis oxyrrina
- Alcis paghmana
- Alcis pallens
- Alcis pallida
- Alcis pammicra
- Alcis papuensis
- Alcis paraphiata
- Alcis paucisignata
- Alcis perfurcana
- Alcis periphracta
- Alcis perspicuata
- Alcis piaodai
- Alcis picata
- Alcis plancaria
- Alcis platycyma
- Alcis plebeia
- Alcis pleniferata
- Alcis plenimedia
- Alcis poktussaria
- Alcis porcelaria
- Alcis postcandida
- Alcis postlurida
- Alcis praepicta
- Alcis praevariegata
- Alcis prosoica
- Alcis pryeraria
- Alcis pseudobastelbergeri
- Alcis pseudoconversaria
- Alcis quadrifera
- Alcis qudai
- Alcis repandaria
- Alcis repandata
- Alcis reversa
- Alcis rimosaria
- Alcis rubicunda
- Alcis rufomarginata
- Alcis sachalinensis
- Alcis scortea
- Alcis semiclarata
- Alcis semiochrea
- Alcis semiothisata
- Alcis semipullata
- Alcis semiusta
- Alcis shensiensis
- Alcis shibatai
- Alcis shivae
- Alcis silvicola
- Alcis simpliciaria
- Alcis simulata
- Alcis sinadmissa
- Alcis sinextincta
- Alcis sinimaculata
- Alcis siniterata
- Alcis sodorensium
- Alcis songarica
- Alcis sorinaria
- Alcis southi
- Alcis stictineura
- Alcis stigmula
- Alcis subfuscaria
- Alcis sublanosa
- Alcis sublimis
- Alcis subnitida
- Alcis subochrearia
- Alcis subolivacea
- Alcis subpunctata
- Alcis subrepandata
- Alcis subrufaria
- Alcis subtincta
- Alcis suffusa
- Alcis tabescens
- Alcis taiwanensis
- Alcis tangens
- Alcis tenera
- Alcis teneraria
- Alcis tindzinaria
- Alcis tricyrta
- Alcis trikotaria
- Alcis tripartaria
- Alcis turanica
- Alcis undularia
- Alcis unistrigata
- Alcis variegata
- Alcis variolaria
- Alcis wassekouensis
- Alcis venustularia
- Alcis versicolor
- Alcis vialis
- Alcis vicina
- Alcis xenica
- Alcis zelotina
- Alcis ziczac